# Jets de Winnipeg (1972-1996)
Pour les articles homonymes, voir Jets de Winnipeg (homonymie).
Les Jets de Winnipeg sont une ancienne franchise de hockey sur glace qui jouait à Winnipeg au Manitoba au Canada. L'équipe a accompagné l'Association mondiale de hockey tout au long de son existence puisqu'elle est une des équipes fondatrices de l'AMH 1972 et remporte à trois reprises le trophée ultime de la ligue : le Trophée mondial Avco, dont lors de la dernière saison. À la suite de l'arrêt de l'AMH, les Jets rejoignent la Ligue nationale de hockey en compagnie de trois autres équipes. Petit à petit, les finances de l'équipe baissent et les Jets sont finalement relocalisés en 1996 à Phoenix en Arizona aux États-Unis pour prendre le nom de Coyotes de Phoenix.

## Histoire

### Les débuts dans l'Association mondiale de hockey

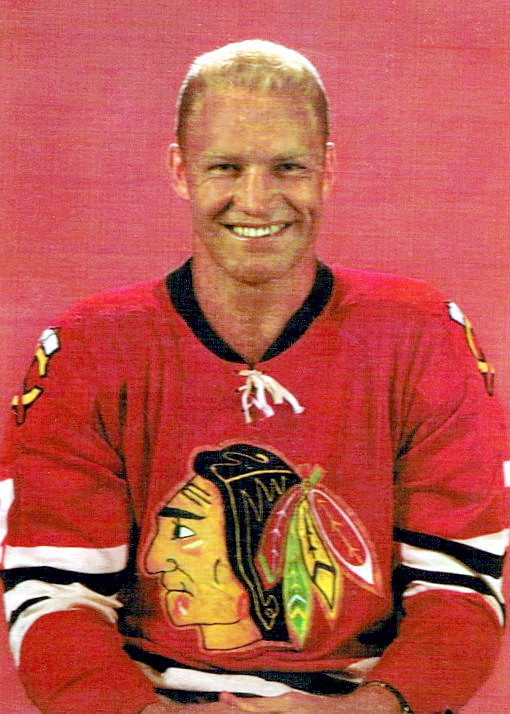
Bobby Hull (ici avec Chicago dans les années 1960) joueur des Jets entre 1972 et 1980.

À la fin des années 1960, les Jets de Winnipeg sont une équipe junior évoluant dans la Ligue de hockey de l'Ouest dirigée par Ben Hatskin. En avril 1971, deux hommes d'affaires de Californie, Dennis Murphy et Gary Davidson, décident de créer une nouvelle organisation de hockey professionnel en Amérique du Nord : l'Association mondiale de hockey. Hastkin et son équipe rejoignent alors l'AMH. Bob Turner, ancien joueur des Black Hawks de Chicago de la Ligue nationale de hockey, permet à Hatskin de rencontrer Bobby Hull en marge d'un match joué par l'équipe de Chicago à Vancouver. Hastkin propose alors un contrat de 250 000 dollars pour que le célèbre joueur de la LNH rejoigne son équipe. Dans le même temps, alors que le contrat entre Chicago et Hull s'arrête à la fin de la saison 1971-1972, Hull demande un bonus d'un million de dollars à Hatskin. Ce dernier fait part de la proposition de Hull à l'ensemble de l'AMH ; il considère en effet que même s'il doit personnellement payer les 250 000 dollars, il faut le million vienne de l'ensemble de l'AMH. Fin juin 1972, la nouvelle est rendue publique : Hull rejoint l'Association mondiale de hockey, alors que le montage financier est tel que seulement quatre équipes de l'AMH s’acquittent de la paye du million de dollars. Le contrat final signé par Hull, en dehors de son bonus, s'élève à 2,75 millions de dollars pour cinq saisons en tant que joueur et cinq de plus pour un rôle de dirigeant.
Hull n'est qu'un des joueurs de la LNH à rejoindre la nouvelle ligue et la LNH décide de contre-attaquer en justice les différentes signatures. Le cas de Hull est jugé par le Juge fédéral des États-Unis Leon Higginbotham. Le jugement doit être rendu le 11 octobre 1972, date du début de la saison de hockey mais il est repoussé deux fois pour être finalement rendu le 8 novembre. Ce jugement fait 124 pages et dedans, le juge explique qu'il réfute la demande de la LNH arguant que depuis des années cette dernière a le monopole sur les meilleurs joueurs de hockey. Higginbotham crée alors une jurisprudence déboutant toute action de la LNH contre la signature d'un contrat dans l'AMH. Le soir même, Bobby Hull joue sous ses nouvelles couleurs des Jets contre les Nordiques de Québec son premier match dans l'AMH, une défaite 3-2.
Alors que Hull occupe le rôle de joueur et d'entraîneur des Jets, celle-ci termine à la première place de la division Ouest avec 90 points, 4 de moins que les Whalers de la Nouvelle-Angleterre, la meilleure franchise de l'AMH. Avec 51 buts et 103 points, Hull est le troisième buteur et quatrième pointeur de la saison, le meilleur de son équipe. Les Jets éliminent au premier tour des séries les Fighting Saints du Minnesota 4-1 puis les Aeros de Houston 4-0 en demi-finale. Cette première finale de la Coupe Avco oppose donc les Jets aux joueurs des Whalers, équipe qui a la particularité de ne pas avoir fait signer de contrat avec des joueurs de la LNH. La finale est à sens unique avec une victoire pour les joueurs de la Nouvelle-Angleterre 4 rencontres à 1 dont un dernier match 9-6. D'un point de vue individuel, Hull reçoit le trophée Gary-L.-Davidson en tant que meilleur joueur de la saison régulière
La deuxième saison de l'AMH voit la domination des Aeros de Houston de Gordie Howe qui finissent premiers de la division Ouest et de l'ensemble du circuit. Les Jets obtiennent la quatrième et dernière place qualificative de la division mais sont éliminés dès le premier tour par les Aeros, futurs champions. Hull est le deuxième meilleur buteur de la saison.

### L'arrivée des Européens

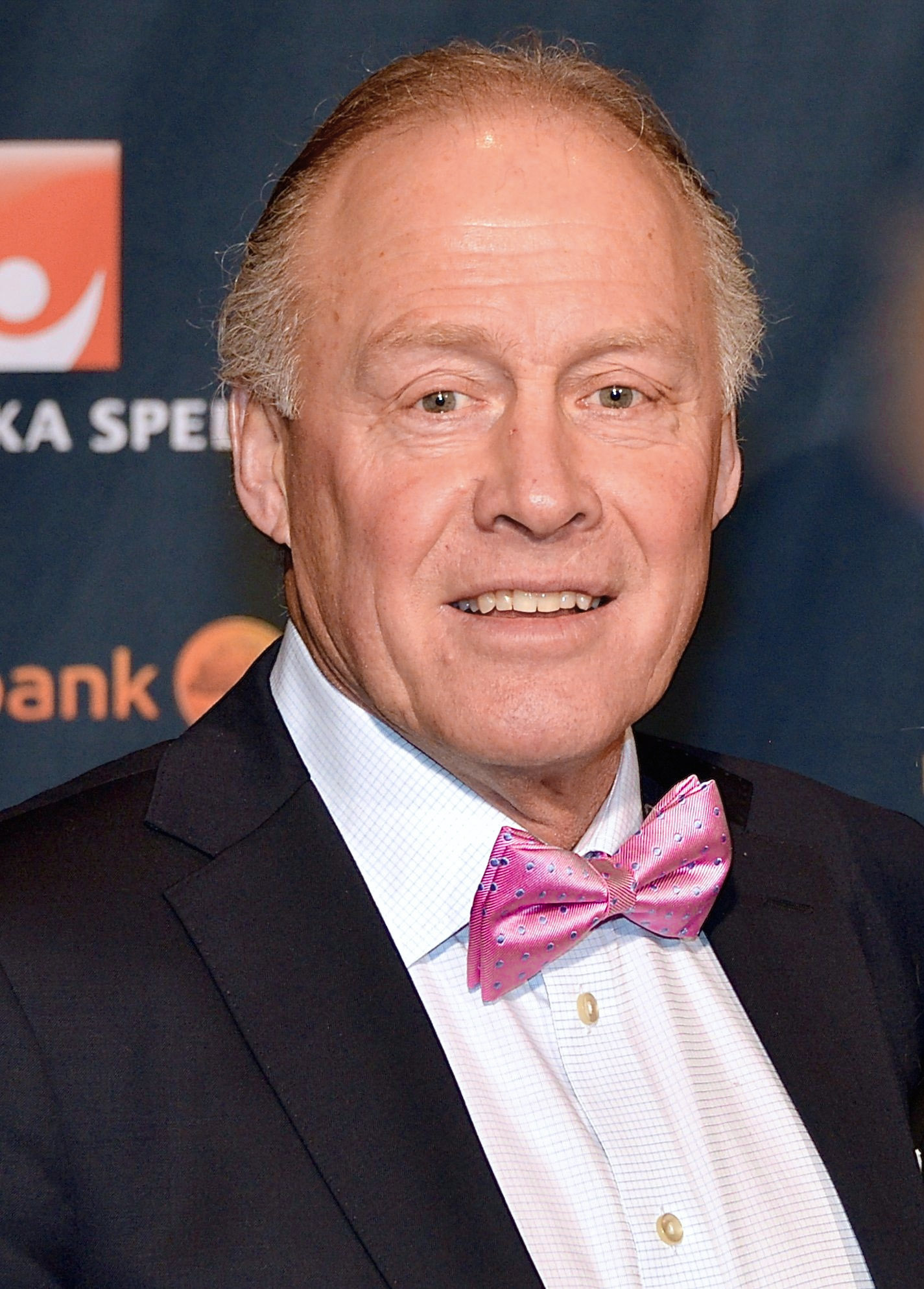
Anders Hedberg (ici en 2013) rejoint les Jets de Winnipeg en 1974.

Dans le même temps, le Dr Jerry Wilson, ancien espoir canadien et originaire de Winnipeg, est chercheur au sein de l'institut des sports de Stockholm avec comme assistant Anders Hedberg un joueur international suédois. Wilson est contacté par un de ses amis, Billy Robinson recruteur en chef des Jets, qui lui demande s'il a des noms de joueurs potentiels pour son équipe. Ce dernier en parle à son tour à Hedberg qui lui répond que même s'il préférerait jouer dans la Ligue nationale de hockey, il est ouvert à la discussion et propose également le nom de deux joueurs : Ulf Nilsson et Lars-Erik Sjöberg. Nilsson et Hedberg signent un contrat d'un montant de 60 000 dollars pour deux ans. Sjöberg rejoint les Jets un peu plus tard et ces derniers décident de recruter d'autres joueurs européens ; ils signent ainsi deux Finlandais : Veli-Pekka Ketola et Heikki Riihiranta ainsi qu'un quatrième suédois Curt Larsson qui évolue au poste de gardien de but.
Alors que Rudy Pilous prend la place de Hull derrière le banc de l'équipe, leur saison 1974-1975 est manquée puisque l'équipe ne parvient pas à se qualifier pour les séries. Pourtant la saison commence bien : Hedberg et Nilsson sont mis sur la même ligne que la vedette des Jets, Bobby Hull, et dès le premier entraînement ensemble, les trois joueurs se trouvent très rapidement. Alors que tout le monde a des doutes sur les capacités des Suédois à réussir dans l'AMH, la nouvelle ligne inscrit son premier but au bout de 41 secondes lors du premier match. Après seulement sept rencontres au début de la saison Hull est meilleur pointeur du circuit avec 10 buts et 17 points et Nilsson est troisième avec 3 buts et 14 points. En cours de saison, Hull reprend le poste d'entraîneur à Pilous et malgré cette déroute collective de son équipe, Hull domine encore l'AMH : il finit meilleur buteur de la saison avec 77 buts et deuxième meilleur pointeur avec un total de 142 réalisations, 5 de moins que André Lacroix ; Nilsson est quatrième pointeur de la saison avec un total de 120 points, en grande partie grâce à ses 94 mentions d'assistance, et Hedberg est septième avec 100 points,. Hull est une nouvelle fois mis en avant en recevant le trophée du meilleur joueur du circuit.

### Champions de l'AMH
Les Jets deviennent la première équipe sportive nord-américaine à préparer sa saison en réalisant une tournée de neuf rencontres en Europe dont une victoire contre l'équipe nationale de Suède. À la fin de la saison régulière 1975-1976, les Jets finissent premiers de l'AMH avec 106 points, à égalité avec les Aeros de Houston. Hull est toujours le meilleur joueur de son équipe avec 123 points, devant Nilsson, 114 points, et Hedberg, 105 points mais derrière Marc Tardif des Nordiques de Québec auteur de 148 points. Grâce à son bon classement, l'équipe des Jets est exemptée du premier tour des séries 1976. Ils battent en quart de finale les Oilers d'Edmonton 4 rencontres à 0 puis éliminent les Cowboys de Calgary en cinq rencontres. La finale de la Coupe Avco oppose les deux meilleures formations de la saison régulière : les Jets contre les Aeros mais également les deux vedettes de l'AMH, Hull contre Howe. Howe et les Aeros sont doubles champions en titre et même si tout le monde s'attend à une finale disputée, il ne faut que quatre matchs aux joueurs de Winnipeg pour remporter leur première Coupe Avco, le dernier match se soldant par une victoire 9-1 des Jets. Avec 26 points en 13 rencontres, Nilsson est le meilleur pointeur des séries grâce à notamment 19 mentions d'assistance. Il est désigné meilleur joueur des séries et est récompensé en recevant le trophée allant avec.

### Dans la Ligue nationale de hockey
En 1979, alors que Michael Gobuty est propriétaire majoritaire et président, le Winnipeg Arena, leur port d'attache, est agrandi pour contenir 15 250 sièges et les Jets font leur entrée dans la division Smythe de la LNH. Cependant, selon les dispositions de la fusion, ils doivent sacrifier 10 joueurs. Ils ne gagnent que 29 matches au cours de leurs deux premières saisons dans la LNH, mais grâce à l'entraîneur Tom Watt (remplacé depuis), ils se ressaisissent et terminent en deuxième place en 1981-1982. En 1981, avec le repêchage de Dale Hawerchuk, les Jets acquièrent leur première grande vedette à l'offensive, mais cela ne suffit pas à leur garantir le succès. Ils connaissent leur meilleure saison en 1984-1985 et se classent quatrièmes de la ligue avec 96 points. Ils ne réussiront pas à dépasser les éliminatoires de la division Smythe, formée d'équipes puissantes (Oilers d'Edmonton et Flames de Calgary).

Ancien logo des Jets (1979-1990)

Comme les Jets ne parviennent pas à se rendre aux finales, les pertes financières s'accumulent et on craint de plus en plus qu'ils ne soient cédés à des intérêts américains. En 1991, l'équipe est vendue à un groupe canadien et reçoit l'aide financière de la province, qui promet de la garder à Winnipeg. Avec l'expansion de la LNH, les Jets passent à la division centrale de la Conférence de l'Ouest en 1993-1994.
L'absence de stade moderne et les salaires de plus en plus élevés des joueurs entraînent la faillite des propriétaires.
En 1995, au moment où les Jets sont sur le point d'être vendus à Minneapolis, le public part en campagne pour sauver l'équipe. Même si les trois paliers de gouvernement consentent à construire un autre stade, un nouveau groupe d'acheteurs, formé en mai 1995, ne réussit pas à recueillir les fonds nécessaires à la survie de l'équipe. Les Jets passent alors aux mains d'intérêts américains et, le 1er juillet 1996, ils prennent officiellement le nom des Coyotes de Phoenix.

## Résultats saison par saison

### Du temps de l'AMH
| Saison    | PJ | V  | D  | N | BP  | BC  | Pts | Classement                           | Séries éliminatoires |
| --------- | -- | -- | -- | - | --- | --- | --- | ------------------------------------ | --- |
| 1972-1973 | 78 | 43 | 31 | 4 | 285 | 249 | 90  | Premiers de la conférence ouest      | 4-1 Fighting Saints du Minnesota 4-0 Aeros de Houston 1-4 Whalers de la Nouvelle-Angleterre (finale)                         |
| 1973-1974 | 78 | 34 | 39 | 5 | 264 | 296 | 73  | Troisièmes de la conférence ouest    | 0-4 Aeros de Houston |
| 1974-1975 | 78 | 38 | 35 | 5 | 322 | 293 | 81  | Troisièmes de la division canadienne | Non qualifiés |
| 1975-1976 | 81 | 52 | 27 | 2 | 345 | 254 | 106 | Premiers de la division canadienne   | Exemptés du premier tour 4-0 Oilers d'Edmonton 4-0 Cowboys de Calgary 4-0 Aeros de Houston Champions du trophée mondial Avco |
| 1976-1977 | 80 | 46 | 32 | 2 | 366 | 291 | 94  | Deuxièmes de la division ouest       | 4-3 Mariners de San Diego 4-2 Aeros de Houston 3-4 Nordiques de Québec (finale)                                              |
| 1977-1978 | 80 | 50 | 28 | 2 | 381 | 270 | 102 | Premiers de la ligue                 | 4-1 Bulls de Birmingham Exemptés du deuxième tour 4-0 Whalers de la Nouvelle-Angleterre Champions du trophée mondial Avco    |
| 1978-1979 | 80 | 39 | 35 | 6 | 307 | 306 | 84  | Troisièmes de la ligue               | Exemptés du premier tour 4-0 Nordiques de Québec 4-2 Oilers d'Edmonton Champions du trophée mondial Avco                     |

### Du temps de la LNH
| Saison    | PJ | V  | D  | N  | BP  | BC  | Pts | Classement                  | Séries éliminatoires                        |
| --------- | -- | -- | -- | -- | --- | --- | --- | --------------------------- | ------------------------------------------- |
| 1979-1980 | 80 | 20 | 49 | 11 | 214 | 314 | 51  | Cinquièmes division Smythe  | Non qualifiés                               |
| 1980-1981 | 80 | 9  | 57 | 14 | 246 | 400 | 32  | Cinquièmes division Smythe  | Non qualifiés                               |
| 1981-1982 | 80 | 33 | 33 | 14 | 319 | 332 | 80  | Deuxièmes division Norris   | 1-3 Blues de Saint-Louis                    |
| 1982-1983 | 80 | 33 | 39 | 8  | 311 | 333 | 74  | Quatrièmes division Smythe  | 0-3 Oilers d'Edmonton                       |
| 1983-1984 | 80 | 31 | 38 | 11 | 340 | 374 | 73  | Quatrièmes division Smythe  | 1-3 Oilers d'Edmonton                       |
| 1984-1985 | 80 | 43 | 27 | 10 | 358 | 332 | 96  | Deuxièmes division Smythe   | 3-1 Flames de Calgary 0-4 Oilers d'Edmonton |
| 1985-1986 | 80 | 26 | 47 | 7  | 295 | 372 | 59  | Troisièmes division Smythe  | 0-3 Flames de Calgary                       |
| 1986-1987 | 80 | 40 | 32 | 8  | 279 | 271 | 88  | Troisièmes division Smythe  | 4-2 Flames de Calgary 0-4 Oilers d'Edmonton |
| 1987-1988 | 80 | 33 | 36 | 11 | 292 | 310 | 77  | Troisièmes division Smythe  | 0-4 Oilers d'Edmonton                       |
| 1988-1989 | 80 | 26 | 42 | 12 | 300 | 355 | 64  | Cinquièmes division Smythe  | Non qualifiés                               |
| 1989-1990 | 80 | 37 | 32 | 11 | 298 | 290 | 85  | Troisièmes division Smythe  | 3-4 Oilers d'Edmonton                       |
| 1990-1991 | 80 | 26 | 43 | 11 | 260 | 288 | 63  | Cinquièmes division Smythe  | Non qualifiés                               |
| 1991-1992 | 80 | 33 | 32 | 15 | 251 | 244 | 81  | Quatrièmes division Smythe  | 3-4 Canucks de Vancouver                    |
| 1992-1993 | 84 | 40 | 37 | 7  | 322 | 320 | 87  | Quatrièmes division Smythe  | 2-4 Canucks de Vancouver                    |
| 1993-1994 | 84 | 24 | 51 | 9  | 245 | 344 | 57  | Sixièmes division Central   | Non qualifiés                               |
| 1994-1995 | 48 | 16 | 25 | 7  | 157 | 177 | 39  | Sixièmes division Central   | Non qualifiés                               |
| 1995-1996 | 82 | 36 | 40 | 6  | 275 | 291 | 78  | Cinquièmes division Central | 2-4 Red Wings de Détroit                    |

## Personnalités de l'équipe

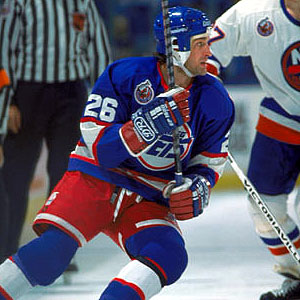
Dean Kennedy portant les couleurs des Jets.

### Repêchages de la franchise

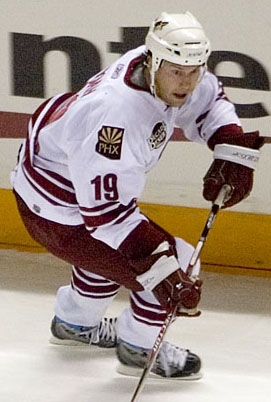
Shane Doan, dernier joueur repêché en tant que premier choix en 1995 par les Jets, ici sous le maillot des Coyotes.

Chaque année et depuis 1963, les joueurs des ligues juniors ont la possibilité de signer des contrats avec les franchises des ligues majeures. Cette section présente par année le choix de première ronde de repêchage des Jets ainsi que l'équipe mineure dans laquelle ce joueur évoluait la saison précédant le repêchage et ceci aussi bien du temps de l'AMH que de celui de la LNH. Si certaines années, les Jets ont eu plusieurs choix de première ronde, seul le premier des joueurs choisis est indiqué. Au contraire, s'ils n'ont choisi leur premier joueur qu'après la première ronde, rien n'est indiqué.
| Année      | Nom du joueur                  | Rang                           | Équipe mineure (ligue)          |
| ---------- | ------------------------------ | ------------------------------ | ------------------------------- |
| 1973 (AMH) | Ron Andruff                    | 11e                            | Bombers de Flin Flon (WCHL)     |
| 1974 (AMH) | Randy Andreachuk               | 7e                             | Chiefs de Kamloops (WCHL)       |
| 1975 (AMH) | Brad Gassoff                   | 8e                             | Chiefs de Kamloops (WCHL)       |
| 1976 (AMH) | Thomas Gradin                  | 9e                             | MODO Hockey (Suède)             |
| 1977 (AMH) | Ron Duguay                     | 3e                             | Wolves de Sudbury (AHO)         |
| 1978       | Pas de repêchage pour l'AMH    | Pas de repêchage pour l'AMH    | Pas de repêchage pour l'AMH     |
| 1979 (LNH) | Jimmy Mann                     | 19e                            | Castors de Sherbrooke (LHJMQ)   |
| 1980 (LNH) | Dave Babych                    | 2e                             | Winter Hawks de Portland (LHOu) |
| 1981 (LNH) | Dale Hawerchuk                 | 1er                            | Royals de Cornwall (LHJMQ)      |
| 1982 (LNH) | Jim Kyte                       | 12e                            | Royals de Cornwall (LHJMQ)      |
| 1983 (LNH) | Andrew McBain                  | 8e                             | Centennials de North Bay (LHO)  |
| 1984 (LNH) | Pas de choix de premier tour   | Pas de choix de premier tour   | Pas de choix de premier tour    |
| 1985 (LNH) | Ryan Stewart                   | 18e                            | Blazers de Kamloops (LHOu)      |
| 1986 (LNH) | Pat Elynuik                    | 8e                             | Raiders de Prince Albert (LHOu) |
| 1987 (LNH) | Bryan Marchment                | 16e                            | Bulls de Belleville (LHO)       |
| 1988 (LNH) | Teemu Selänne                  | 10e                            | Jokerit Helsinki (Finlande)     |
| 1989 (LNH) | Stu Barnes                     | 4e                             | Americans de Tri-City (LHOu)    |
| 1990 (LNH) | Keith Tkachuk                  | 19e                            | Malden Catholic High School     |
| 1991 (LNH) | Aaron Ward                     | 5e                             | Wolverines du Michigan (NCAA)   |
| 1992 (LNH) | Sergueï Baoutine               | 17e                            | Dynamo Moscou (Russie)          |
| 1993 (LNH) | Mats Lindgren                  | 15e                            | Skellefteå AIK (Suède)          |
| 1994 (LNH) | Pas de choix de première ronde | Pas de choix de première ronde | Pas de choix de première ronde  |
| 1995 (LNH) | Shane Doan                     | 7e                             | Blazers de Kamloops (LHOu)      |

### Temple de la renommée
Cette section présente les joueurs importants dans l’histoire des Jets qui ont acquis une des plus belles récompense du monde du hockey, l’accès au Temple de la renommée du hockey. Trois anciennes personnalités de l'équipe font partie du temple de la renommée :
- Bobby Hull — membre de l'équipe entre 1972 et 1980 et admis en 1983.
- Serge Savard — membre de l'équipe entre 1981 et 1983 et admis en 1986.
- Dale Hawerchuk — membre de l'équipe entre 1981 et 1990 et admis en 2001.

### Numéros retirés
Dans le monde du hockey, les joueurs peuvent être honorés de plusieurs manières, l'une d'entre elles étant interne à l'équipe. Ainsi, il est de tradition, d'honorer un ancien joueur de l'effectif en décidant de retirer son numéro. Aucun autre joueur ne pourra alors porter le numéro en question et une réplique de son maillot est alors accrochée au plafond de la patinoire. Pour les Jets les maillots suivant furent retirés :
- 9 - Bobby Hull[32]
- 25 - Thomas Steen
- 10 - Dale Hawerchuk

### Records de la franchise
Cette section présente les différents records de la franchise.
Saison régulière
- Nombre de buts : Teemu Selänne avec 76 buts lors de sa première saison en 1992-1993. Ce total constitue également un record dans la LNH pour un joueur recrue.
- Nombre de passes : Phil Housley avec 79 passes décisives également en 1992–1993
- Nombre de points : Teemu Selänne avec 132 points lors de sa première saison en 1992–1993, un record pour la LNH. Housley détient le record pour le nombre de points pour un défenseur  sur une saison avec 97 points également en 1992-1993.
- Minutes de pénalités : Tie Domi pénalisé 347 minutes en 1993–1994
- Plus de victoires pour un gardien : Brian Hayward et Bob Essensa avec 33 victoires en 1984–1985 et 1992–1993.

### Entraîneurs-chefs
| N° | Nom           | Premier match    | Dernier match    | Saison régulière | Saison régulière | Saison régulière | Saison régulière | Saison régulière | Saison régulière | Séries éliminatoires | Séries éliminatoires | Séries éliminatoires | Séries éliminatoires | Remarques                                                             |
| N° | Nom           | Premier match    | Dernier match    | PJ               | V                | D                | N                | P                | % V              | PJ                   | V                    | D                    | % V                  | Remarques                                                             |
| -- | ------------- | ---------------- | ---------------- | ---------------- | ---------------- | ---------------- | ---------------- | ---------------- | ---------------- | -------------------- | -------------------- | -------------------- | -------------------- | --------------------------------------------------------------------- |
| 1  | Bobby Hull    | 12 octobre 1972  | 18 novembre 1974 | 169              | 81               | 79               | 9                | 171              | 50,6             | 18                   | 9                    | 9                    | 50,0                 | Finale 1973                                                           |
| 2  | Rudy Pilous   | 20 novembre 1974 | 6 avril 1975     | 65               | 34               | 26               | 5                | 73               | 56,2             | -                    | -                    | -                    | -                    |                                                                       |
| 3  | Bobby Kromm   | 9 octobre 1975   | 26 mai 1977      | 161              | 98               | 59               | 4                | 200              | 62,1             | 33                   | 23                   | 10                   | 69,7                 | Trophée Robert-Schmertz en 1976 Trophée mondial Avco 1976 Finale 1977 |
| 4  | Larry Hillman | 12 octobre 1977  | 27 février 1979  | 141              | 78               | 55               | 8                | 164              | 58,2             | 9                    | 8                    | 1                    | 88,9                 | Trophée mondial Avco 1978                                             |
| 5  | Tom McVie     | 2 mars 1979      | -                | 19               | 11               | 8                | 0                | 22               | 57,9             | 10                   | 8                    | 2                    | 80,0                 | Trophée mondial Avco 1979                                             |

| N° | Nom               | Premier match    | Dernier match    | Saison régulière | Saison régulière | Saison régulière | Saison régulière | Saison régulière | Saison régulière | Séries éliminatoires | Séries éliminatoires | Séries éliminatoires | Séries éliminatoires | Remarques                       |
| N° | Nom               | Premier match    | Dernier match    | PJ               | V                | D                | N                | P                | % V              | PJ                   | V                    | D                    | % V                  | Remarques                       |
| -- | ----------------- | ---------------- | ---------------- | ---------------- | ---------------- | ---------------- | ---------------- | ---------------- | ---------------- | -------------------- | -------------------- | -------------------- | -------------------- | ------------------------------- |
| 1  | Tom McVie         | -                | 30 mars 1980     | 77               | 18               | 48               | 11               | 47               | 30,5             | -                    | -                    | -                    | -                    |                                 |
| 2  | Bill Sutherland   | 2 avril 1980     | 6 avril 1980     | 3                | 2                | 1                | 0                | 4                | 66,6             | -                    | -                    | -                    | -                    |                                 |
| 3  | Tom McVie         | 10 octobre 1980  | 10 décembre 1980 | 28               | 1                | 20               | 7                | 8                | 16,1             | -                    | -                    | -                    | -                    |                                 |
| 4  | Bill Sutherland   | 13 décembre 1980 | 15 février 1981  | 29               | 6                | 20               | 3                | 15               | 25,9             | -                    | -                    | -                    | -                    |                                 |
| 5  | Mike Smith        | 17 février 1981  | 5 avril 1981     | 23               | 2                | 17               | 4                | 8                | 17,4             | -                    | -                    | -                    | -                    |                                 |
| 6  | Tom Watt          | 6 octobre 1981   | 21 novembre 1983 | 181              | 72               | 85               | 24               | 168              | 46,4             | 7                    | 1                    | 6                    | 14,3                 | Trophée Jack-Adams en 1981-1982 |
| 7  | Barry Long        | 23 novembre 1983 | 3 mars 1986      | 205              | 87               | 93               | 25               | 199              | 48,5             | 11                   | 3                    | 8                    | 27,3                 |                                 |
| 8  | John Ferguson Sr. | 5 mars 1986      | 12 avril 1986    | 14               | 7                | 6                | 1                | 15               | 53,6             | 3                    | 0                    | 3                    | 0,0                  |                                 |
| 9  | Dan Maloney       | 9 octobre 1986   | 5 février 1989   | 212              | 91               | 93               | 28               | 210              | 49,5             | 15                   | 5                    | 10                   | 33,3                 |                                 |
| 10 | Rick Bowness      | 9 février 1989   | 2 avril 1989     | 28               | 8                | 17               | 3                | 19               | 33,9             | -                    | -                    | -                    | -                    |                                 |
| 11 | Bob Murdoch       | 6 octobre 1989   | 31 mars 1991     | 160              | 63               | 75               | 22               | 148              | 46,3             | 7                    | 3                    | 4                    | 42,9                 | Trophée Jack-Adams en 1989-1990 |
| 12 | John Paddock      | 4 octobre 1991   | 1er avril 1995   | 281              | 106              | 138              | 37               | 249              | 44,3             | 13                   | 5                    | 8                    | 38,5                 |                                 |
| 13 | Terry Simpson     | 5 avril 1995     | 28 avril 1996    | 97               | 43               | 47               | 7                | 93               | 47,9             | 6                    | 2                    | 4                    | 33,3                 |                                 |

### Directeurs généraux
| N° | Nom               | Engagement       | Départ           | Remarques |   |              |                 |              |  |
| -- | ----------------- | ---------------- | ---------------- | --------- | - | ------------ | --------------- | ------------ |  |
| N° | Nom               | Engagement       | Départ           | Remarques | 1 | Annis Stukus | 2 décembre 1971 | juillet 1974 |  |
| 2  | Rudy Pilous       | juillet 1974     | 22 novembre 1978 |           |   |              |                 |              |  |
| 3  | John Ferguson Sr. | 22 novembre 1978 | -                |           |   |              |                 |              |  |

| N° | Nom          | Engagement      | Départ            | Remarques |   |                   |   |                 |  |
| -- | ------------ | --------------- | ----------------- | --------- | - | ----------------- | - | --------------- |  |
| N° | Nom          | Engagement      | Départ            | Remarques | 1 | John Ferguson Sr. | - | 30 octobre 1988 |  |
| 2  | Mike Smith   | 30 octobre 1988 | 19 janvier 1994   |           |   |                   |   |                 |  |
| 3  | John Paddock | 19 janvier 1994 | 11 décembre 1996* |           |   |                   |   |                 |  |

* Encore en poste lors du déménagement en Arizona